# カルボフラン
カルボフラン (carbofuran) は、カルバメート系殺虫剤で、ジャガイモ、トウモロコシ、ダイズなどの畑作物の昆虫を駆除するために世界中で広く使用されている。これは浸透性殺虫剤（全身性殺虫剤）であり、植物が根を通してそれを吸収し、諸器官に分配し、有効な殺虫濃度に達成されることを意味する。カルボフランには、害虫に対する接触効果もある。現在も使用されている最も有毒な農薬の1つである。 
FMC社からFuradan、BayerからCuraterr10GRの商品名で販売されている。
カルボフランは、悪名高い神経ガスV剤と同じ作用機構によって媒介される毒性を示し、人の健康に危険性をもたらす。これは、米国の緊急計画及び地域の知る権利に関する法律 (42 USC 11002) のセクション302で定義されているように、極めて危険有害な物質の一覧に分類され、大量に生産、保管、または使用する施設による厳格な報告要件の対象となる。 

## 使用
カルボフランは世界中でさまざまな畑作物に使用され、アジア、オーストラリア、南アメリカで広く使用されている。マレーシアでは、ナスなどの野菜に対する法的に登録されている農薬として一般的に使用されている。カルボフランは、オオヨコバイ、トビイロウンカ、ニカメイガのように幼虫が茎に穴を空けて侵入する害虫、トウヨウイネクキミギワバエの幼虫のような樹液を吸う害虫に対して師部の樹液を介して作用する。2002年以来、ダイズアブラムシが米国のほとんどのダイズ栽培地域にその生息範囲を拡大しているため、数少ない有効な殺虫剤であるカルボフランの使用量は近年増加している。

## 化学
カルボフランの技術的、化学的名称は、2,3-ジヒドロ-2,2-ジメチル-7-ベンゾフラニルメチルカルバメートである。CAS登録番号は、1563-66-2である。イソシアン酸メチルと2,3-ジヒドロ-2,2-ジメチル-7-ヒドロキシベンゾフランの反応により製造される。

## 毒性
カルボフランは、畑作物に広く使用されている殺虫剤の中で、人間に対して最も高い急性毒性を持つ農薬の1つである（アルジカルブとパラチオンはより毒性がある）。1ミリリットル（小さじ1/4）は人間にとって致命的である。ほとんどのカルボフランは、設計された制御を備えた閉鎖系を使用する商業機関によって取り扱われるため、調製中にカルボフランにさらされることはない。しかし、発展途上国では、カルボフランへの職業的曝露とその結果としてのカルボフランの影響を受けた血清タンパク質が、人間の健康と幸福に影響を与えることが報告されている。その毒性作用はコリンエステラーゼ阻害剤としての活性によるものであるため、神経毒性農薬と見なされる。最近の研究によると、カルボフランは神経ホルモンのメラトニンの構造的模倣物であり、MT2メラトニン受容体に直接結合する可能性がある (Ki = 1.7 μM）。メラトニンシグナル伝達の混乱は、概日リズムのバランスに影響を与える可能性があり、糖尿病を発症するリスクの上昇に関連している。
カルボフランは脊椎動物に対して非常に毒性が高く、経口LD50はラットで8 - 14 mg/kg、イヌで19 mg/kgである。
カルボフランは、特に鳥類に対して有毒であることが知られている。粒状の場合、一粒で鳥は死亡する。鳥はしばしば農薬の粒を穀物と間違えて食べ、その後すぐに死亡する。1991年にEPAによって粒状成型品が禁止される前は、年間数百万羽の鳥の死亡が非難されていた。液体製剤は、直接摂取する可能性が低いため、鳥への危険性は低くなったが、それでも非常に危険である。
カルボフランは、米国、カナダ、英国だけでなく、意図的に野生生物を毒殺するために違法に使用されてきた。毒殺された野生動物には、コヨーテ、トビ、イヌワシ、ノスリ属が含まれる。家畜および野生動物の致命的な二次中毒が記録されている。具体的には、猛禽類（ハクトウワシおよびイヌワシ）、飼い犬、アライグマ、ハゲタカおよびその他の捕食動物。ケニアでは農民がライオンや他の捕食者を殺すためにカルボフランを使用している。
世界中で公表されている多くの事件では、カルボフランは家庭用ペットを毒殺するためにも使用されている。 
違法に密輸されたカルボフランは、カリフォルニアの公有地で違法に栽培された大麻の90%で使用されている。これらの違法な、カルボフランで汚染されたカリフォルニア産の大麻は、合法化されていない州で消費される大麻の大部分の源であるように見える。
カルボフランは内分泌攪乱物質であり、生殖毒の可能性がある。低レベルの曝露では、カルボフランはホルモンの濃度に一時的な変化を引き起こす可能性がある。その結果、これらの変化は、反復暴露後の深刻な生殖問題につながる可能性がある。ラットでは、「子宮内」または授乳中に曝露された場合、精子の運動性および精子数の減少と、異常な精子の割合の増加が、0.4 mg/kgの用量レベルで観察された。ある研究では、致死量以下の量のカルボフランへのラットの曝露はテストステロンを88%減少させ、プロゲステロン、コルチゾール、およびエストラジオールのレベルは有意に増加した (1279%、202%、および150%）。

## 禁止
カルボフランは、カナダと欧州連合で禁止されている。
2008年、アメリカ合衆国環境保護庁 (EPA) は、カルボフランの禁止を意図していると発表した。その年の12月、米国で唯一のカルボフラン製造業者であるFMC社は、以前に許可されていた農薬としての化学物質の使用を6つを除いてすべてキャンセルするようEPAに自主的に要請したと発表した。この変更により、米国でのカルボフランの使用は、トウモロコシ、ジャガイモ、カボチャ、ヒマワリ、マツの苗木、および種子用に栽培されたホウレンソウでのみ許可されることになった。しかし、2009年5月、EPAはすべての食品に対する許容を取り消した。これは、人間が消費するために栽培されたすべての作物での使用を「事実上」禁止することに相当する措置である。 
ケニアはカルボフランの禁止を検討しているが、市販薬を購入するのは合法である。

### タイの健康への恐怖
タイ有害物質法に記載されていない作物に使用される4つの発がん性化学物質、メソミルの残留物を含む野菜、カルボフラン、ジクロトフォス、 およびEPNは2012年7月にスーパーマーケットの棚から撤去された。

### ケニアにおけるライオンの死
2009年、CBSテレビニュースマガジン60 Minutesは、アフリカのライオンを殺すための毒としてケニアの農民がフラダンを使用することについて公開討論会を開催した。FMCは、メディアと、furadanfacts.comを含むそのWebサイトを通じて、この問題について言及している。彼らは、野生生物を殺すための農薬の違法な使用を解決するために、政府関係者やNGOなどと協力した。同社は、野生生物に対する化学物質の違法かつ意図的な誤用を教育または管理プログラムだけでは制御できないと判断した場合、この製品の販売を停止するための措置を講じ、東アフリカで買い戻しプログラムを開始した。それにもかかわらず、ナショナルジオグラフィックは、2018年に、ケニアではカルボフランが「まだ非常に入手可能である」と述べている。